# Ada, Ohio

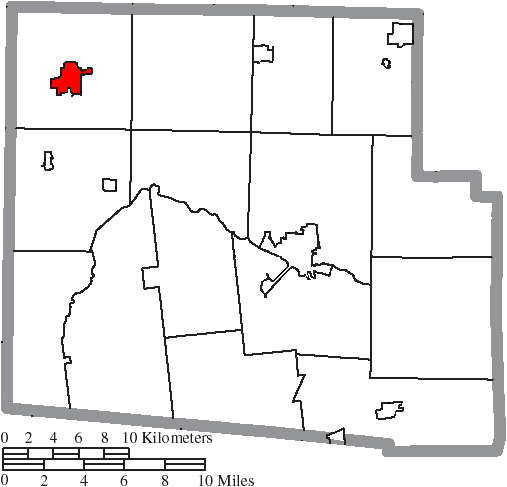
Ada i Hardin County.

Ada är en stad (village) i Hardin County i delstaten Ohio i USA. Staden hade 5 334 invånare, på en yta av 5,53 km² (2020).
I Ada ligger Ohio Northern University.